# バヌアツの島の一覧
バヌアツの島の一覧（バヌアツのしまのいちらん）を示す。

## 一覧 (面積順)
バヌアツにある面積100km2以上の島。
| 順位 | 島名                 | 面積(km2) | 緯度経度                                                            |
| ---- | -------------------- | --------- | ------------------------------------------------------------------- |
| 1    | エスピリトゥサント島 | 3,956     | 南緯15度23分24秒 東経166度51分00秒 / 南緯15.39000度 東経166.85000度 |
| 2    | マレクラ島           | 2,041     | 南緯16度18分00秒 東経167度30分00秒 / 南緯16.30000度 東経167.50000度 |
| 3    | エファテ島           | 899.5     | 南緯17度40分00秒 東経168度25分00秒 / 南緯17.66667度 東経168.41667度 |
| 4    | エロマンガ島         | 891.9     | 南緯18度49分00秒 東経169度08分00秒 / 南緯18.81667度 東経169.13333度 |
| 5    | アンブリム島         | 677.7     | 南緯16度15分00秒 東経168度07分00秒 / 南緯16.25000度 東経168.11667度 |
| 6    | タンナ島             | 550       | 南緯19度30分00秒 東経169度20分00秒 / 南緯19.50000度 東経169.33333度 |
| 7    | ペンテコスト島       | 490       | 南緯15度45分38秒 東経168度11分23秒 / 南緯15.76056度 東経168.18972度 |
| 8    | エピ島               | 444       | 南緯16度43分21秒 東経168度13分53秒 / 南緯16.72250度 東経168.23139度 |
| 9    | アンバエ島           | 398       | 南緯15度24分00秒 東経167度50分00秒 / 南緯15.40000度 東経167.83333度 |
| 10   | ガウア島             | 342       | 南緯14度15分54秒 東経167度31分12秒 / 南緯14.26500度 東経167.52000度 |
| 11   | バヌア・ラバ島       | 314       | 南緯13度48分00秒 東経167度28分00秒 / 南緯13.80000度 東経167.46667度 |
| 12   | マエウォ島           | 269       | 南緯15度08分58秒 東経168度07分20秒 / 南緯15.14944度 東経168.12222度 |
| 13   | マロ島               | 180       | 南緯15度41分00秒 東経167度10分00秒 / 南緯15.68333度 東経167.16667度 |
| 14   | アネイチュム島       | 159.2     | 南緯20度12分00秒 東経169度49分12秒 / 南緯20.20000度 東経169.82000度 |

## その他
- フツナ島（英語版） - バヌアツの最東端 南緯19度32分00秒 東経170度13分00秒
- エスピリトゥサント島 - バヌアツの最西端
- アネイチュム島 - バヌアツの最南端
- ヒウ島 - バヌアツの最北端 南緯13度08分38秒 東経166度34分05秒